# Jamestown (Rhode Island)
Jamestown es un pueblo ubicado en el condado de Newport en el estado estadounidense de Rhode Island. En el año 2000 tenía una población de 5.622 habitantes y una densidad poblacional de 223,9 personas por km².

## Geografía
Jamestown se encuentra ubicado en las coordenadas 42°31′13″N 71°22′18″O / 42.52028, -71.37167. Según la Oficina del Censo, la ciudad tiene un área total de 91,5 km² (35,3 mi²), de la cual 25,1 km² (9,7 mi²) es tierra y 66,4 km² (25,6 mi²) (72.55%) es agua.

## Demografía
Según la Oficina del Censo en 2000 los ingresos medios por hogar en la localidad eran de $63.073, y los ingresos medios por familia eran $77.990. Los hombres tenían unos ingresos medios de $50.185 frente a los $35.056 para las mujeres. La renta per cápita para la localidad era de $38.664. Alrededor del 1,7% de la población estaban por debajo del umbral de pobreza.